# Lekeberg (Gemeinde)
Koordinaten: 59° 10′ N, 14° 52′ O

Lekeberg ist eine Gemeinde (schwedisch kommun) in der schwedischen Provinz Örebro län und der historischen Provinz Närke. Der Hauptort der Gemeinde ist Fjugesta.

## Wirtschaft
Die Landwirtschaft ist der größte Wirtschaftszweig in der Gemeinde. Es gibt mehrere Hühner- und Schweinemastbetriebe.

## Orte
Folgende Orte sind Ortschaften (tätorter):
- Fjugesta
- Gropen
- Hidinge
- Lanna
- Mullhyttan